# Roberto Porta
Roberto Porta (Montevideo, 1913. június 7. – Buenos Aires, Argentína, 1984. január 2.) olasz és uruguayi válogatott uruguayi labdarúgó, csatár, edző.

## Pályafutása

### Klubcsapatban
1930–31-ban a Nacional, 1931 és 1934 között az argentin Independiente, 1934 és 1936 között az olasz Internazionale, 1936 és 1946 között ismét a Nacional labdarúgója volt. A Nacionallal hat bajnok címet nyert.

### A válogatottban
1935. november 24-én egy alkalommal szerepelt az olasz válogatottban. A milánói Európa-kupa mérkőzésen a magyar válogatott ellen 2–2-es döntetlen született.
1937 és 1945 között 34 alkalommal szerepelt az uruguayi válogatottban és 14 gólt szerzett. Az 1939-es és 1941-es Copa Américán ezüst-, az 1942-esen pedig aranyérmes volt a csapattal. Részt vett az 1945-ös tornán, ahol negyedik helyen végeztek.

### Edzőként
1973–74-ben az uruguayi válogatott szövetségi kapitánya volt. Irányításával vett részt a csapat az 1974-es NSZK-beli világbajnokságon.

## Sikerei, díjai
Olaszország
- Európa-kupa
  - győztes: 1933–35

 Uruguay
- Copa América
  - győztes: 1942
  - ezüstérmes: 1939, 1941

 Nacional
- Uruguayi bajnokság
  - bajnok (6): 1939, 1940, 1941, 1942, 1943, 1944